# Suhadol, Laško
Suhadol este o localitate din comuna Laško, Slovenia, cu o populație de 25 de locuitori.